# Aegon International 2014
Eastbourne International 2014 - чоловічий і жіночий тенісний турнір, що проходив на відкритих кортах з трав'яним покриттям. Це був 40-й за ліком турнір серед жінок і 6-й - серед чоловіків. Належав до серії Premier у рамках Туру WTA 2014, а також до серії 250 у рамках Туру ATP 2014. Проходив у Devonshire Park Lawn Tennis Club в Істборні (Велика Британія). Тривав з 16 до 21 червня 2014 року.

## Очки і призові

### Нарахування очок
| Дисципліна                 | П   | Ф   | ПФ  | ЧФ  | 1/8 | 1/16 | Q   | Q3  | Q2  | Q1  |
| Чоловіки, одиночний розряд | 250 | 150 | 90  | 45  | 20  | 0    | 12  | 6   | 0   | 0   |
| Чоловіки, парний розряд    | 250 | 150 | 90  | 45  | 0   | Н/Д  | Н/Д | Н/Д | Н/Д | Н/Д |
| Жінки, одиночний розряд    | 470 | 305 | 185 | 100 | 55  | 1    | 25  | 18  | 13  | 1   |
| Жінки, парний розряд       | 470 | 305 | 185 | 100 | 1   | Н/Д  | Н/Д | Н/Д | Н/Д | Н/Д |

### Призові гроші
| Дисципліна                 | П        | F       | ПФ      | ЧФ      | 1/8    | 1/16   | Q3     | Q2     | Q1   |
| Чоловіки, одиночний розряд | €91,200  | €48,000 | €28,000 | €14,820 | €8,735 | €5,175 | €835   | €400   | €0   |
| Жінки, одиночний розряд    | $120,000 | $64,000 | $34,400 | $18,430 | $9,870 | $4,740 | $2,825 | $1,500 | $850 |
| Чоловіки, парний розряд    | €27,700  | €14,560 | €7,900  | €4,520  | €2,650 | Н/Д    | Н/Д    | Н/Д    | Н/Д  |
| Жінки, парний розряд       | $38,000  | $20,000 | $11,000 | $5,600  | $3,035 | Н/Д    | Н/Д    | Н/Д    | Н/Д  |

## Учасники основної сітки в рамках чоловічого турніру

### Сіяні учасники
| Країна    | Гравець               | Рейтинг1 | Сіяний |
| --------- | --------------------- | -------- | ------ |
| Франція   | Рішар Гаске           | 14       | 1      |
| Україна   | Олександр Долгополов  | 19       | 2      |
| Іспанія   | Фелісіано Лопес       | 29       | 3      |
| Іспанія   | Гільєрмо Гарсія-Лопес | 31       | 4      |
| Хорватія  | Іво Карлович          | 33       | 5      |
| Франція   | Жиль Сімон            | 36       | 6      |
| Колумбія  | Сантьяго Хіральдо     | 37       | 7      |
| Аргентина | Федеріко Дельбоніс    | 39       | 8      |

- 1 Рейтинг подано станом на 9 червня 2014.

### Інші учасники
Нижче наведено учасників, які отримали вайлд-кард на участь в основній сітці:
- Кайл Едмунд
- Деніел Еванс
- James Ward

Нижче наведено гравців, які пробились в основну сітку через стадію кваліфікації:
- Кріс Гуччоне
- Тобіас Камке
- Андрій Кузнєцов
- Блаж Рола

Як щасливий лузер в основну сітку потрапили такі гравці:
- Віктор Естрелья Бургос

### Відмовились від участі
До початку турніру
- Іван Додіг
- Олександр Долгополов
- Теймураз Габашвілі
- Андреас Сеппі
- Радек Штепанек

### Знялись
- Віктор Естрелья Бургос
- Блаж Рола

## Учасники основної сітки в парному розряді

### Сіяні пари
| Країна  | Гравець          | Країна   | Гравець              | Рейтинг1 | Сіяні |
| ------- | ---------------- | -------- | -------------------- | -------- | ----- |
| Австрія | Александер Пея   | Бразилія | Бруно Соарес         | 6        | 1     |
| Індія   | Леандер Паес     | Пакистан | Айсам-уль-Хак Куреші | 33       | 2     |
| Швеція  | Роберт Ліндстедт | Білорусь | Макс Мирний          | 38       | 3     |
| Австрія | Юліан Ноул       | Бразилія | Марсело Мело         | 47       | 4     |

- 1 Рейтинг подано станом на 9 червня 2014.

### Інші учасники
Нижче наведено пари, які отримали вайлдкард на участь в основній сітці:
- Колін Флемінг /  Росс Гатчінс
- Кен Скупскі /  Ніл Скупскі

## Учасниці основної сітки в рамках жіночого турніру

### Сіяні учасниці
| Країна    | Гравчиня           | Рейтинг1 | Сіяна |
| --------- | ------------------ | -------- | ----- |
| Польща    | Агнешка Радванська | 4        | 1     |
| Чехія     | Петра Квітова      | 6        | 2     |
| Сербія    | Єлена Янкович      | 7        | 3     |
| Білорусь  | Вікторія Азаренко  | 8        | 4     |
| Німеччина | Анджелік Кербер    | 9        | 5     |
| Італія    | Флавія Пеннетта    | 11       | 6     |
| Італія    | Сара Еррані        | 14       | 7     |
| Данія     | Каролін Возняцкі   | 16       | 8     |

- 1 Рейтинг подано станом на 9 червня 2014.

### Інші учасниці
Нижче наведено учасниць, які отримали вайлд-кард на участь в основній сітці:
- Вікторія Азаренко[3]
- Джоанна Конта
- Гезер Вотсон

Нижче наведено гравчинь, які пробились в основну сітку через стадію кваліфікації:
- Белінда Бенчич
- Лорен Девіс
- Сє Шувей
- Франческа Ск'явоне

### Відмовились від участі
До початку турніру
- Сорана Кирстя --> її замінила Варвара Лепченко
- Світлана Кузнецова --> її замінила Каміла Джорджі

Під час турніру
- Петра Квітова (травма правої ноги)

## Учасниці основної сітки в парному розряді

### Сіяні пари
| Країна   | Гравчиня          | Країна   | Гравчиня           | Рейтинг1 | Сіяна |
| -------- | ----------------- | -------- | ------------------ | -------- | ----- |
| Італія   | Сара Еррані       | Італія   | Роберта Вінчі      | 6        | 1     |
| Чехія    | Квета Пешке       | Словенія | Катарина Среботнік | 12       | 2     |
| Зімбабве | Кара Блек         | Індія    | Саня Мірза         | 16       | 3     |
| Росія    | Катерина Макарова | Росія    | Олена Весніна      | 17       | 4     |

- 1 Рейтинг подано станом на 9 червня 2014.

### Інші учасниці
Нижче наведено пари, які отримали вайлдкард на участь в основній сітці:
- Єлена Янкович /  Франческа Ск'явоне
- Анджелік Кербер /  Петра Квітова
- Джоселін Рей /  Анна Сміт

## Переможниці та фіналістки

### Чоловіки. Одиночний розряд
- Фелісіано Лопес —  Рішар Гаске, 6–3, 6–7(5–7), 7–5

### Одиночний розряд. Жінки
- Медісон Кіз —  Анджелік Кербер, 6–3, 3–6, 7–5

### Парний розряд. Чоловіки
- Трет Х'юї /  Домінік Інглот —  Александер Пея /  Бруно Соарес, 7–5, 5–7, [10–8]

### Парний розряд. Жінки
- Чжань Хаоцін /  Чжань Юнжань —  Мартіна Хінгіс /  Флавія Пеннетта, 6–3, 5–7, [10–7]